# Eat You Up
Eat You Up è un singolo della cantante sudcoreana BoA, pubblicato nel 2008 ed estratto dall'album BoA.
La canzone è stata scritta dagli autori danesi Remee e Thomas Troelsen.

## Video
Due videoclip sono stati realizzati per il singolo; una versione nordamericana è stata diretta dalla regista statunitense Diane Martel e una versione asiatica è stata diretta dal regista sudcoreano Eun Taek Cha.

## Tracce
CD
1. Eat You Up (DJ Escape & Johnny Vicious Main Mix) – 7:27
2. Eat You Up (DJ Escape & Johnny Vicious Instrumental) – 7:29
3. Eat You Up (DJ Escape & Johnny Vicious Dub) – 6:39
4. Eat You Up (DJ Escape & Johnny Vicious Radio Edit) – 3:38
5. Eat You Up (King Britt Main Mix) – 6:21
6. Eat You Up (King Britt Radio Mix) – 3:04
7. Eat You Up (King Britt Instrumental) – 6:23
8. Eat You Up (King Britt BG Vocal Mix) – 6:20

Download digitale
1. Eat You Up – 3:12